# Павле Ровински
Павел Аполонович Ровински (рус. Па́вел Аполло́нович Ровинский; 1831 — 1916) био је руски историчар, етнолог, антрополог, географ, историчар књижевности, филолог, археолог, ботаничар, револуционар. Био је нихилиста и идеалиста, члан руског револуционарног друштва Земља и воља и близак пријатељ Чернишевског. 

## Биографија
Ровински је рођен у селу Гусевка- Руска Империја, 6. март (по старом календару 22. фебруар) 1831. године а умро у Петрограду- Руска Империја, 28. јануар (по старом календару 15. јануар) 1916. године у имућној племићкој породици. Наслиједијо је имање са 55 кметова, што му је, омогућило повољне услове за школовање.
1842. године завршава саратовску гимназију са одличним успјехом. Ова школа ужива велики углед тако да су њени свршени ученици ступали на универзитет без пријемних испита. Уписује студије филозофског факултета Казанског универзитета. Студира славистику код чувеног руског филозофа Григоровича. Био је изванредан студент и много је обећавао. Додјељена му је златна медаља и по завршетку студија задржан је на факултету на катедри руске славистике. 1856. Ровински заснива породицу. Једно вријеме се бави пољопривредом гајећи дуван и цвијеће, али за кратко. Убрзо је окончао и последипломске студије и крајем 1857. године добија титулу магистра наука. Потом пријављује докторску дисертацију „Древни период руског језика“. 1904. Године стиче титулу доктора словенске филозофије и спрема се за професора универзитета у Казану. Послије велике реформе у Русији 1861. године мали дио своје земље оставља себи а сву осталу земљу дијели сељацима.
Рано је постао члан конспиративне револуционарне политичке организације „Земља и воља“. За етнографију се опредјељује ради ефикаснијег и ефектнијег контакта и проучавања народног живота.
Био је „по природи“ страствени путник, човјек жедан знања о народима и њиховим обичајима, алтруиста, демократа, грађанин свијета. Бавио се културом као човјековом коначном мјером. Прво његово путовање биле су земље Чешке. Ускоро ствара „План путовања по словенским земљама“.
Због свог револуционарног дјеловања (тајна штампарија), бива прогнан у Сибир. И на тим, по себе опасним мјестима, плијенио је симпатијама, тако да су му омогућили да побјегне у Монголију. Из Монголије одлази на Аљаску. Са Аљаске одлази у Америку. Ускоро се враћа у Европу. Извјесно вријеме је провео у Швајцарској гдје је живио велики број његових истомишљеника. У прољеће 1878. године Ровински добија шансу да поново службено отпутује на Балкан. Редакција „Новог времена“ га је упутила као свог дописника у Босну. У Босни остаје кратко. Одлази у Србију. 1867. године, по сопственим ријечима, како каже Томановић, присуствује једном тајном састанку на коме се, само годину дана прије убиства Кнеза Михајла, говорило о потреби извршења овог атентата. Није познато да ли је и сам припадао тој завјереничкој групи. Почетком маја 1879. године, Ровински се нашао у Црној Гори, гдје ће, с мањим прекидима, провести близу 27 година. Ровински је у Црној Гори познат под именом Павле Рус. Са Црногорцима живи и ради у најбољим могућим узајамним односима који прерастају у најјачу емотивну везу.
Црна Гора, њена слободарска историја, њен српски народ, њена природа, постају његова друга отаџбина. Научно и страсно се бави црногорском историјом. Пише и објављује. Прокрстарио је Црну Гору углавном пјешке у народној црногорској ношњи. Упознао је на самом извору народне обичаје и њене протагонисте. И сам високо моралан човјек лако је у часним Црногорцима нашао најближе савезнике. А о њему су Црногорци говорили: „то може само Павле Рус.“ Био је драг и добродошао у свакој кући у Црној Гори. Толико је био домаћи и омиљен у Црној Гори, да су га надлежни одредили па је дочекивао стране делегације, и пратио стране научнике приликом њиховог проучавања Црне Горе. На племенским судовима у споровима међу дрчним Црногорцима, имао је ријеч арбитра и коначне истине.
Није био марксиста.
Ровински је умро 28. јануара 1916. године у Петрограду гдје је и сахрањен.

## Научни рад
Дјело Ровинског је капитално и од огромне користи за српску националну културу Црне Горе („Црна Гора у прошлости и садашњости“).
Значајно и систематски је проучио културу и историју Црне Горе. Дао је и оригиналну периодизацију њеног историјског развитка и објавио их у многобројним српским научним публикацијама.
Прије дате периодизације Ровински се критички осврнуо на архивске изворе и литературу, на основу којих се до њега проучавала и обрађивала историја Црне Горе. Његову „Историју Црне Горе“ Милаковић сматра дјелом којим је најцјеловитије и најнаучније обрађена Црна Гора. Ровински се у овим научним опсервацијама од претходника разликује по опрезности кориштења извора, како архивских тако и литерарних, и што је најважније, у погледу на свијет. Сматра да историја Црне Горе историја мучеништва једног народа у борби за слободу. Ровински историју Црне Горе дијели на два периода: период Зете, која се раније звала Диоклеја и Превалитанија; и Црне Горе као дијела Зете која постоји као географски појам и у вријеме зетске државе. У првом периоду је друштвена организација племенска. Други период карактерише владавина митрополита или владика који сједињују у својој власти свјетовну и духовну власт.
Огромно је задужио научну и националну истину дајући свој суд о једном од најумнијих српских државника и интелектуалаца из Црне Горе Петру II Петровићу Његошу. Он говори о владици господару свјетовне и духовне власти, о владици филозофу и пјеснику, о човјеку прогресивних европских идеја на вјетровном и увијек трусном Балкану. Сматра да су Његош и његово дјело најинтересантнији у црногорској али и цјелoкупној српској националној историји.
Ровински је био и својеврстан библиограф. Пратио је и познавао библиографска дјела о Црној Гори. Није то било пуко цитирање, већ увијек поучан и критички одређен аргументован лични став.
Ровински мисли да је „Српско огледало“ неисцрпан извор за проучавање пастирско-војничког живота Црне Горе. Памти имена људи и њихова дјела и даје слику ондашњег друштвеног живота. Списак више од триста имена је подијелио по племенима и братствима. Сматра да „Српско огледало“ није потпун зборник српских народних пјесама из Црне Горе и да га треба допуњавати из свих крајева Црне Горе. О свим дјелима Петра II Петровића Његоша има и каже своје компетентно мишљење. Посебно, и сам филозоф, одаје признање „Лучи микрокозми“. Одушевљен је Његошевом једноставношћу „до које треба нарасти“ када сабрано тумачи или се запита над одговорима најкомпликованијих питања универзума, живота, смрти, љубави, патриотизма... Ровински, племић, аристократа и ратник истине, остао је вјечно збуњен и задивљен Његошевом поезијом.

## Занимљивост
Лични однос Ровинског према сваком Црногорцу је за њега био толико обавезујући да је по доласку из Петрограда на Цетиње 6. априла 1886. године преко „Гласа Црногораца“, да никога од Црногораца не би прескочио поздравом, сваког понаособ поздравио ријечима: „Поздравља те Павле из Русије...“
Никшићки лист „Оногошт” из 1900.г. број 11, описује прославу Ровинског у Петрограду од стране Срба, због његовог великог доприноса српству у Црној Гори. О Црној Гори је записао да је након истраге потурица, Црна Гора била земља чисто српска, православна.

## Обрана дјела
- Два месеца у Србији
- Главне тачке у историји чешког народа
- Чеси у 1848. и 1849.
- Београд, његова структура и друштвени живот
- Моје путовање до Монголије
- Скице источног Сибира
- Сећања из посете Србији у 1867
- Српске Мораве. Сећања из путовања у Србију
- Његуши
- Материјали за историју богумила y српским земљама
- У новом домену Црне Горе (Есеји са путовања)
- Односи између Русије и Црне Горе
- Усклађивање црногорског народа
- Умир крви y Грбљy на обали јужног Јадрана 27. августа 1890.
- Петар II (Раде) Петровић Његош , владика Црне Горе, 1830-1851
- Ободска штампарија на Ријеци Црнојевића у Црној Гори и њен значај на словенском југу
- Црна Гора у својој прошлости и садашњости
- Записи о Србији, 1868-1869: Из Путникових Бележака